# The Girl at the Key (film 1912)
The Girl at the Key è un cortometraggio muto del 1912. Non si conosce il nome del regista del film che fu prodotto dalla Edison.

## Produzione
Il film fu prodotto dalla Edison Manufacturing Company e venne girato a Bermuda.

## Distribuzione
Distribuito dalla Edison Manufacturing Company, il film - un cortometraggio in una bobina - uscì nelle sale cinematografiche degli Stati Uniti il 22 giugno 1912. Ne venne fatta una riedizione che fu distribuita il 9 gennaio 1915,